# Fedett nyomozó
A fedett nyomozó (angolul undercover agent) a nyomozó hatóság olyan tagja, aki nyomozói minőségét leplezi és aki a nyomozás érdekében hivatalos eljárása során, a bírói engedélyhez nem kötött titkos információgyűjtés keretében olyan cselekményeket is végezhet, amelyek egyébként bűncselekménynek minősülnének.

## Története
A francia Eugène-François Vidocq nevéhez kötik, a 19. század első felében, mai értelemben vett fedett nyomozók alkalmazását. A legendák szerint Vidocq nyomozóként sosem alkalmazta a törvény teljes szigorát azokkal szemben, akiket valódi kényszer vett rá a lopásra és törvényes vállalkozásaiban gyakran alkalmazott volt elítélteket.

## A büntetőeljárásban
- A büntető eljárásról szóló 2017. évi XC. törvény 222. § (1) szerint "a leplezett eszközök alkalmazására feljogosított szerv a szervhez tartozását, illetve kilétét tartósan leplező, kifejezetten ilyen feladat ellátása érdekében foglalkoztatott tagját a büntetőeljárásban az ügyészség engedélyével alkalmazhatja."

## A fedett nyomozó alkalmazási módjai

### Mintavásárlás
Az informátor, a bizalmi személy, a felhatalmazott szervekkel titkosan együttműködő más személy vagy a fedett nyomozó által végrehajtott olyan leplezett ügylet, amelynek célja, hogy a bűncselekmény felderítése érdekében a bűncselekménnyel összefüggésbe hozható anyagok, tárgyak, eszközök vagy ezek mintái, alkatrészei további vizsgálat céljából a felhatalmazott szervek birtokába kerüljenek, illetve a bűncselekmény történeti tényállása megismerhető legyen [30. § (1) bek. a.)];

### Bizalmi vásárlás
A fedett nyomozónak jogellenes kereskedelmi ügyletként megjelenő olyan leplezett tevékenysége, amelynek során a bűncselekmény tárgyi bizonyítási eszközét képező dolgot vásárol az eladó bizalmának erősítése, a későbbi álvásárlás elősegítése érdekében [30. § (1) bek. b.)];

### Álvásárlás
A fedett nyomozó színlelt vételi szándékán alapuló, a bűncselekmény elkövetőjének elfogása, továbbá a bűncselekmény tárgyi bizonyítékának biztosítása érdekében e dolog vételére irányuló leplezett megállapodás, és annak teljesítése [30. § (1) bek. c.)];

### Ellenőrzött szállítás
A felhatalmazott szervek olyan leplezett tevékenysége, amelynek során - a nemzetközi együttműködés keretében, folyamatos és fokozott ellenőrzés mellett - lehetővé teszik a megfigyelés alatt álló elkövető számára az általa birtokolt, a bűncselekménye tárgyi bizonyítási eszközét képező dolognak az ország területére történő behozatalát, más ország területére irányuló kivitelét, az ország területén történő átszállítását annak érdekében, hogy a bűncselekmény elkövetői a lehető legszélesebb körben felderíthetők legyenek, a nemzetközi bűncselekmény tényállása megállapíthatóvá váljék. [30. § (1) bek. d.)]

## Kritikák
Mészáros Bence a Belügyi Szemle 2005/2. számában (53. évfolyam) "A fedett nyomozó szabályozásának és alkalmazásának kérdései" című tanulmányában elemzi a rendőrségről és a büntetőeljárásról szóló törvény szabályozása közötti ellentmondásokat és négy gyakorlati kérdést vet fel:
1. Nincs tisztázva, mely szervek alkalmazhatnak fedett nyomozót;
2. A jelenleg Magyarországon törvényesen alkalmazható hat eljárási (alkalmazási) mód melyike végezhető kizárólag az ügyész engedélye alapján;
3. Vajon alkalmazható ez az eszköz már a büntetőeljárás megkezdése előtt, a felderítés stádiumában;
4. Mely esetekben kerülheti el a bűncselekményt elkövetett fedett nyomozó a felelősségre vonást.

## Külső hivatkozások
- origo.hu